# Ike Barinholtz

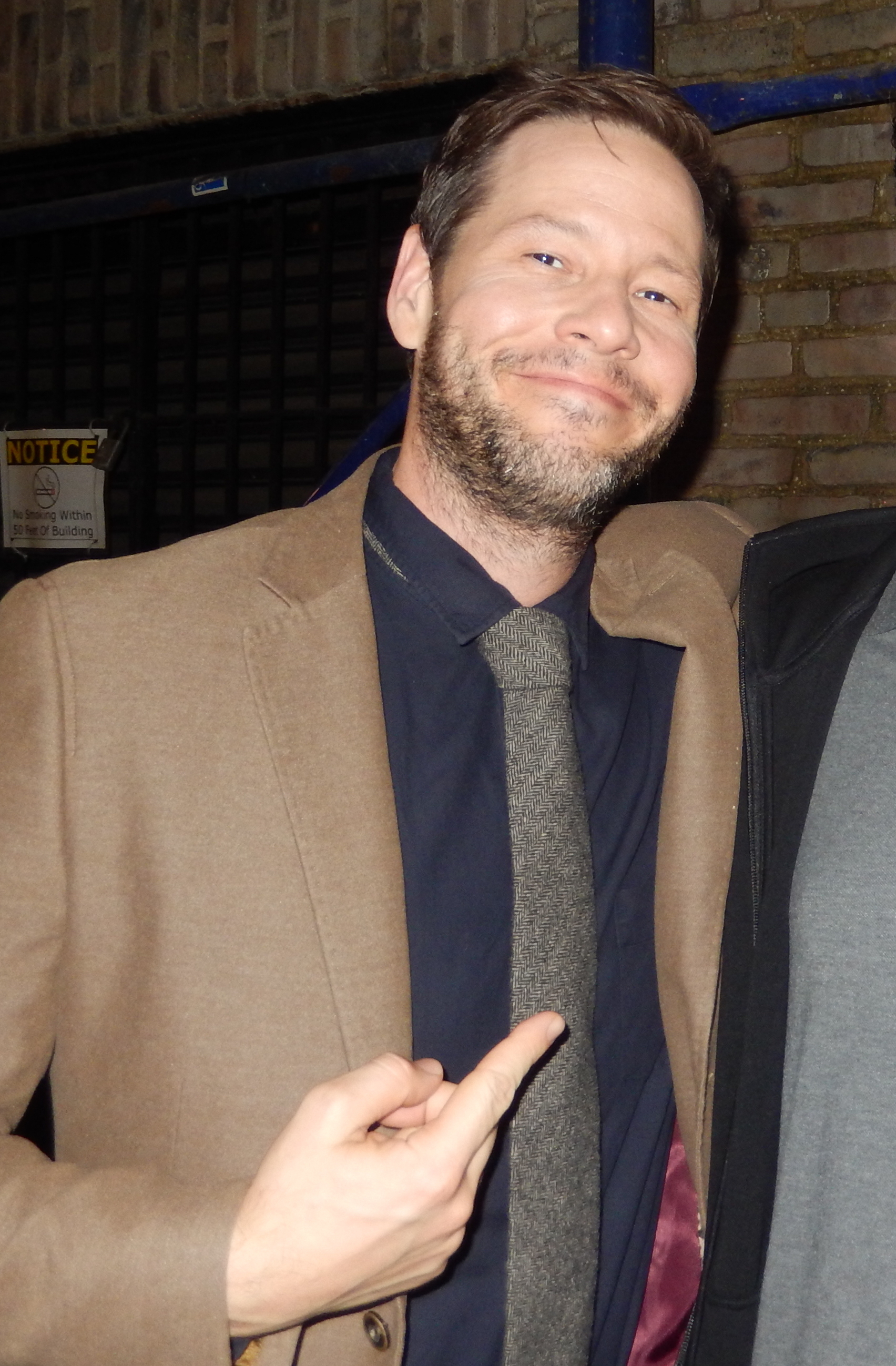
Ike Barinholtz (2018)

Isaac „Ike“ Barinholtz (* 18. Februar 1977 in Chicago, Illinois) ist ein US-amerikanischer Comedian und Schauspieler. Er wurde durch seine Rolle in der Show MADtv bekannt.

## Leben
Er besuchte die Latin School of Chicago und plante ursprünglich eine Karriere als Politiker. Stattdessen zog er jedoch nach Los Angeles, um Comedian zu werden. Dort begann er eine Kellnerlehre, bevor er seine erste Comedyrolle bekam. Sein Bruder Jon Barinholtz ist ebenfalls Schauspieler.
Barinholtz war Mitglied der Improvisationscomedy-Gruppen ImprovOlympic, The Second City und der Annoyance Theater. Des Weiteren verbrachte er zwei Jahre in Amsterdam mit der Comedytruppe Boom Chicago – zusammen mit Jordan Peele, Nicole Parker und Josh Meyers. Er moderierte zum 10. Jahrestag von Boom Chicago die Worst of Boom Night, in der die schlechtesten Sketche der Show gezeigt wurden.
Barinholtz war außerdem in den Filmen The Adventures of Big Handsome Guy and His Little Friend (2005), Love, Fear and Rabbits (2005) und Down (2001) zu sehen. Er lebt in Los Angeles.

## MADtv
Barinholtz gehörte ab 2002 zur Stammbesetzung der Show MADtv und war darin häufig an der Seite von Josh Meyers und Bobby Lee zu sehen.
Neben Michael McDonald und Frank Caliendo parodierte Barinholtz zahlreiche bekannte Personen, z. B.: Dane Cook, Kevin Federline, Mark Wahlberg, Nick Nolte und John Mahoney. Im Jahr 2007 entschied Fox, Barinholtz' Vertrag nicht zu verlängern.

## Charaktere
- Adam Bice (QVC: Quacker Factory)
- Angel (The B.S.)
- Duncan Kruskal (The Silver Fox)
- Dutch (Abercrombie & Fitch)
- Jeff DeShazer
- Marty (Knobs)
- Mitch Ruffin
- Principal Lankenstein
- Roy Schenk (Feuding Parents)
- Steve Wellington

## Filmografie (Auswahl)
- 2001: Down
- 2002: MADtv
- 2005: The Adventures of Big Handsome Guy and His Little Friend
- 2006: Love, Fear and Rabbits
- 2007: Twisted Fortune
- 2008: Meine Frau, die Spartaner und ich (Meet the Spartans)
- 2008: Disaster Movie
- 2010: Beilight – Bis(s) zum Abendbrot (Vampires Suck)
- 2012: Eastbound & Down (Fernsehserie)
- 2012–2017: The Mindy Project (Fernsehserie)
- 2014: Bad Neighbors (Neighbors)
- 2015: Sisters
- 2016: Bad Neighbors 2 (Neighbors 2: Sorority Rising)
- 2016: Central Intelligence
- 2016: Suicide Squad
- 2017: Bright
- 2017: The Secret Man (Mark Felt: The Man Who Brought Down the White House)
- 2018: Der Sex Pakt (Blockers)
- 2019: Late Night
- 2019–2021: Bless the Harts  (Fernsehserie, Stimme)
- 2019: Twilight Zone (The Twilight Zone, Fernsehserie)
- 2022: Massive Talent (The Unbearable Weight of Massive Talent)
- 2023: Die verrückte Geschichte der Welt, Teil II (History of the World: Part II, Miniserie)